# SKA Minsk
SKA Minsk (ryska: Спортивный Клуб Армии (СКА Минс), Sportivnyj klub armii Minsk; belarusiska: СКА Менск) är en belarusisk, tidigare sovjetisk, handbollsklubb från Minsk, bildad 1976. Under 1980-talet var den ett av de bästa lagen i både Sovjetunionen och i världen, bland annat med tre segrar i Europacupen (nuvarande Champions League): 1987, 1989 och 1990.
Från 1976 till 2016 tränades laget av en och samma tränare, Spartak Mironovitj (född 1938).

## Meriter
- Europacupmästare (nuvarande Champions League) tre gånger: 1987, 1989 och 1990
- Cupvinnarcupmästare två gånger: 1983 och 1988
- Challenge Cup-mästare 2013
- Inhemska mästare: 1981, 1984, 1985, 1986, 1988, 1989 (Sovjetunionen), 1993 och 2002 (Belarus)
- Inhemska cupmästare: 1980, 1981, 1982 (Sovjetunionen), 1998, 1999, 2000, 2001, 2002, 2006, 2012 och 2019 (Belarus)

## Spelare i urval
- → Andrej Barbatjinskij (1988–1993, 1994–1995)
- Ivan Brouka (1997–2002, 2014–2020)
- → Michail Jakimovitj (1984–1992)
- Artsem Karalek (2014–2016)
- → Aljaksandr Karsjakevitj (1979–1990)
- → Konstantin Sjarovarov (1982–1992)
- → Jurij Sjevtsov (1978–1992)
- → Aleksandr Tutjkin (1984–1990)
- → Georgij Sviridenko (1981–1990)